# ジャック・コロンバ
ジャック・コロンバ（Jacques Colombat ）は、フランスのアニメーション映画監督。

## 経歴
ジャック・プレベール、ピエール・プレベール、ポール・グリモーらと働いたのち、1967年に彼の最初の短編アニメーションを制作した。
彼の主要作品である『ロビンソンと仲間たち』は中国のアニメーションスタジオである上海美術電影廠で制作された。

## 作品リスト
- La Tartelette (1967年、監督)　短編
- Un train peut en cacher un autre (1974年、監督)
- Robinson et compagnie  『ロビンソンと仲間たち』(1991年、監督)　長編映画